# Nero (banda)
Nero es un trío británico de música electrónica procedente de Londres, Inglaterra. Está integrado por los productores Daniel Stephens y Joseph Ray junto a su vocalista, Alana Watson, como miembro estable de la banda. Son conocidos por la producción de drum and bass, dubstep, brostep y house. También se los suele nombrar Nero UK para evitar confusiones con bandas del mismo nombre. El 6 de diciembre de 2010, Nero fue anunciado como uno de los nominados de la encuesta Sound of 2011 realizada por la BBC. En 2013, ganaron el Premio Grammy por su versión remezclada colaborativa del sencillo «Promises» junto al productor estadounidense Skrillex.

## Historia
Daniel y Joe nacieron en 1984 y pasaron su infancia juntos en Northwood, en Londres. Ray tocó guitarra clásica y Stephens, animado por su padre, quien fue músico de free-jazz, tocaba chelo. En aquel momento, un amigo en común los presentó a los 15 años de edad, Stephens estaba asistiendo a la escuela especializada en música en Pimlico. Fuera de la escuela, comenzaban a elaborar música electrónica en sus computadoras hogareñas. Ellos comenzaron a trabajar juntos a los 17 años, en un estudio improvisado en el dormitorio de Stephens. Este último fue un fan del género jungle music después de ver a M-Beat con General Levy en el Top of the Pops de 1994.
El debut de Nero fue "Space 2001" como parte del "Straight Outta Leicester". Tres de sus tracks fueron incluidos en un vinilo LP editado por el sello Reformed Recordings en 2004.
 Uno de sus primeras producciones con sonido dubstep fue "This Way", en 2004.
Sasha Frere-Jones, periodista de la revista New Yorker Magazine, escuchó el remix realizado por Nero de la canción "Blinded by the Lights" para The Streets, el cual fue calificado como una de las canciones más destacadas de 2009. Esta versión tuvo alta rotación en las radio del Reino Unido, así también, obtuvo el respaldo de varios DJs incluyendo Chase & Status, Skream, Tiësto y Diplo.

### Welcome Reality(2010)

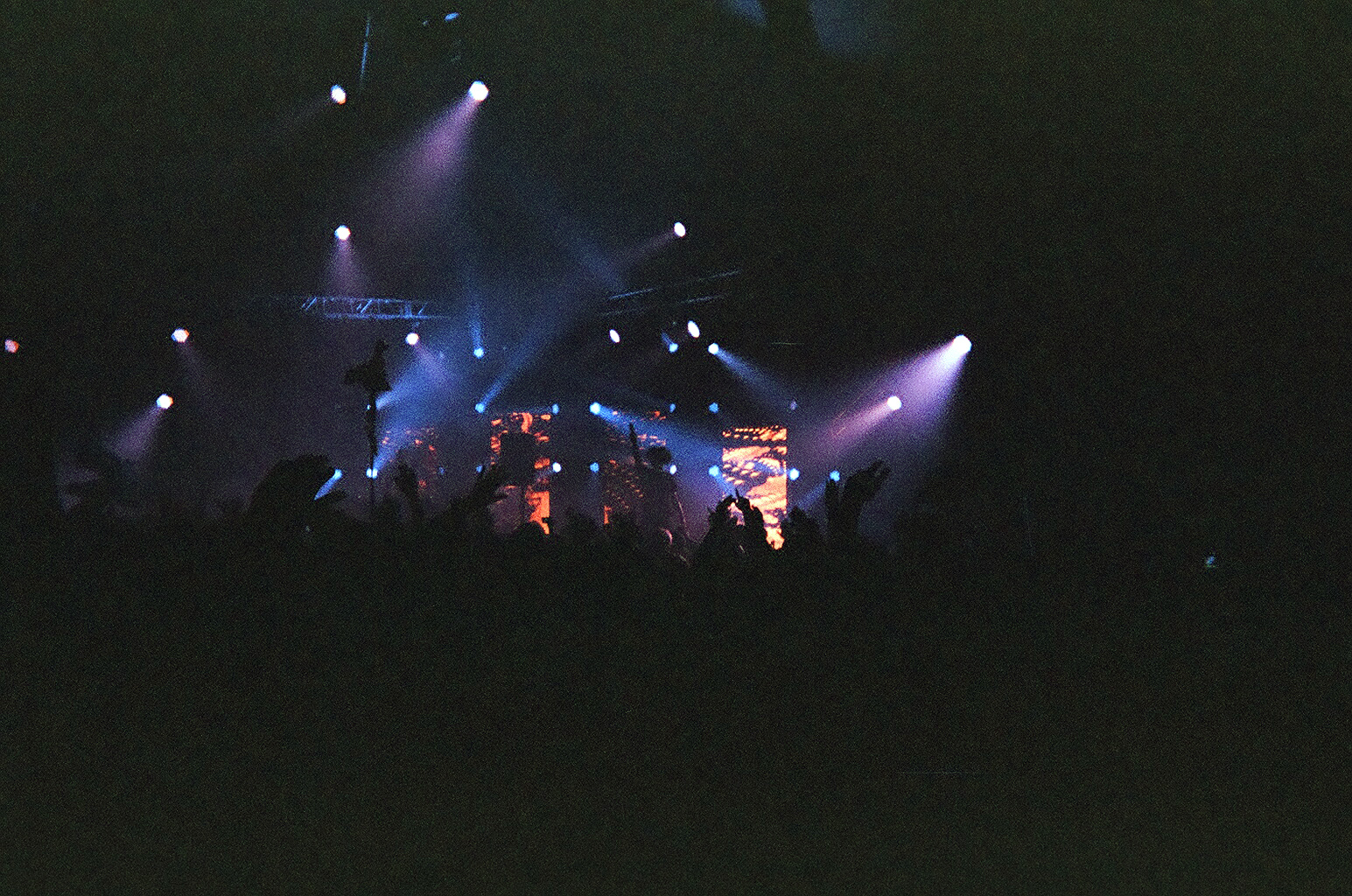
NERO en Camp Bisco X en Mariaville Lake, New York, en 9 de julio de 2011.

El dúo lanzó su primer sencillo por el sello independiente MTA, "Innocence", en el Reino Unido el 26 de abril de 2010. El sencillo fue lanzado como un doble lado A con el tema "Electron" en formato digital y en vinilo. El tema alcanzó el puesto número 167 en el UK Singles Chart, y su mejor posición fue el número 16 y 11 en las listas de dance y en las listas independientes, respectivamente.
Tiempo después llegaría el lanzamiento de su segundo sencillo por MTA "Me & You", y fue considerado por la BBC Radio 1 como A List, el 8 de diciembre de 2010. El sencillo fue lanzado en el Reino Unido tanto como descarga digital y en vinilo, el 2 de enero de 2011, en el que debutó en el número 15 en UK Singles Chart, también logrando alcanzar la primera ubicación en las listas de versiones independientes. El dúo lanza su tercer sencillo, "Guilt", en el que hizo su estreno el 22 de febrero, cuando Zane Lowe lo seleccionó como el Hottest Record in the World. Después de lanzar este sencillo, el 24 de abril, "Guilt", debutó en el número 8 en el Reino Unido.
El dúo londinense lanza finalmente su álbum debut Welcome Reality el 15 de agosto de 2011, incluyendo los tracks "Innocence", "Me & You", "Guilt", " Promises", "Crush on You", "Reaching Out" y "Must Be the Feeling". El álbum logró debutar en la primera posición del UK Albums Chart y alcanzó la sexta posición en el Dance/Electronic Albums de los Estados Unidos. Además logró ser certificado con el disco de oro en el Reino Unido y en Australia.
La última pista del álbum, "Promises" hizo su debut el 17 de mayo, cuando Zane Lowe nombra nuevamente un trabajo de Nero como Hottest Record in the World, el tercer sencillo consecutivo del dúo en lograr en adjudicarse esta condición. El 14 de agosto de 2011, "Promises", debutó la primera ubicación del UK Singles Chart. En la semana del 14 de julio de 2012, "Promises" debuta en los Estados Unidos mediante el Billboard Hot 100, alcanzado la ubicación #70. También produjeron el sencillo "Stay Awake" para el rapero británico Example que también encabezó las listas musicales en 2011. Nero lanzó "Reaching Out", el 18 de diciembre de 2011. El video musical fue protagonizado por Daryl Hall, así como los dos miembros de la banda. Alcanzó el #9 en el UK Dance Chart. El siguiente sencillo fue "Must Be The Feeling". En 2012, Nero intervino en la producción de una de las canciones del próximo álbum de la banda británica Muse titulado The 2nd Law, más precisamente en el track "Follow Me".
A modo de trabajo adicional, Nero compuso una pieza orquestal conocido como The Dubstep Symphony (oficialmente más tarde titulado "Symphony 2808"), interpretada por el dúo en colaboración con la Orquesta Filarmónica de la BBC, dirigida por Joe Duddell en la BBC Radio 1, el 6 de junio de 2011.
Poco después, en verano de 2012, publicaron como descarga gratuita el posterior sencillo "Won't You (Be There)", que era una pista de brostep. Más tarde, el sencillo fue liberado en forma de EP en las tiendas digitales, alcanzando un gran éxito en iTunes Store y Beatport, e incluyendo una nueva canción, "Etude", y la canción remezclada por Baauer y Club Cheval.
En 2014 a mediados de agosto, lanzan un nuevo sencillo con el nombre de 'Satisfy' el cual fue una pista de Techno, lanzado por MTA Records.

### Between II Worlds(2015)
Al inicio del 2015, en su cuenta de Twitter, Nero confirmaban la llegada de un nuevo disco, anunciando que iba a ser diferente de lo que habían hecho antes. En mayo subieron a su cuenta de Soundcloud una pista de Dubstep/Rock llamada 'The Thrill', la cual tuvo mucho éxito, dado esto ya anunciarian el nombre de este disco, el cual sería 'Between II Worlds' y que iba a ser lanzado el 28/08 (números que usaban en Welcome Reality), sin embargo surgió un retraso y el disco no salió hasta septiembre de ese mismo año. Between II Worlds es prácticamente el primer trabajo de Nero que deja de lado el bass para tener la libertad de enfocarse a un estilo mucho más dance. Posteriormente, el 30 de noviembre de 2015, sale el sencillo 'Into The Night´ como parte del nuevo álbum, el cual tuvo una buena recepción por parte del público.

## Discografía

### Álbumes
- 2011: Welcome Reality
- 2015: Between II Worlds

### Sencillos y EP
- 2004: Space 2001 (incluido en Straight Outta Leicester)
- 2005: Ragga Puffin / Torture
- 2006: Requiem EP
- 2007: Dick Tracy V.I.P / The Forcast
- 2007: Energy / Workout
- 2008: This Way / Bad Trip
- 2008: Something Else / Night Thunder
- 2008: I'm In Too Deep
- 2008: Lost In The Jungle
- 2008: Solid Air / Choices
- 2009: End Of The World / Go Back
- 2009: Bad Trip (The Remixes)
- 2009: Act Like You Know / Sound In Motion
- 2009: Do You Wanna (incluido en Acts Of Mad Men Pt. 2)
- 2009: Can't Take It (Nero feat. Alana)
- 2010: Innocence / Electron
- 2011: Me & You
- 2011: Guilt
- 2011: Promises
- 2011: Crush on You
- 2011: Reaching Out
- 2012: Must Be the Feeling
- 2012: Won't You (Be There) EP
- 2013: Act Like You Know (Dubstep Mix)
- 2014: Satisfy
- 2015: Between 2 Worlds
- 2015: Two Minds
- 2016: Into The Night

#### Sencillos en listas
| Año  | Título                 | Mejor posición en listas | Mejor posición en listas | Mejor posición en listas | Mejor posición en listas | Mejor posición en listas | Mejor posición en listas | Mejor posición en listas | Mejor posición en listas | Mejor posición en listas | Mejor posición en listas | Certificaciones                                              | Álbum           |
| Año  | Título                 | R.U.                     | ALE                      | AUS                      | AUT                      | BEL (FL)                 | ESC                      | FRA                      | NZ                       | SUI                      | EUA                      | Certificaciones                                              | Álbum           |
| ---- | ---------------------- | ------------------------ | ------------------------ | ------------------------ | ------------------------ | ------------------------ | ------------------------ | ------------------------ | ------------------------ | ------------------------ | ------------------------ | ------------------------------------------------------------ | --------------- |
| 2010 | «Innocence / Electron» | 167                      | —                        | —                        | —                        | —                        | —                        | —                        | —                        | —                        | —                        |                                                              | Welcome Reality |
| 2011 | «Me & You»             | 15                       | —                        | —                        | —                        | 56                       | 23                       | —                        | —                        | —                        | —                        | - R.U.: Plata                                                | Welcome Reality |
| 2011 | «Guilt»                | 8                        | —                        | 81                       | —                        | 55                       | 11                       | —                        | —                        | —                        | —                        | - R.U.: Plata                                                | Welcome Reality |
| 2011 | «Promises»             | 1                        | 67                       | 33                       | 28                       | 27                       | 1                        | 61                       | 26                       | 34                       | 70                       | - R.U.: Plata - AUS: Oro - CAN: Platino - EUA: Oro - NZ: Oro | Welcome Reality |
| 2011 | «Crush on You»         | 32                       | —                        | —                        | —                        | 48                       | 28                       | —                        | —                        | —                        | —                        |                                                              | Welcome Reality |
| 2011 | «Reaching Out»         | 92                       | —                        | —                        | —                        | 78                       | —                        | —                        | —                        | —                        | —                        |                                                              | Welcome Reality |
| 2012 | «Must Be the Feeling»  | 124                      | —                        | —                        | —                        | 56                       | —                        | —                        | —                        | —                        | —                        |                                                              | Welcome Reality |
| 2012 | «Won't You (Be There)» | 156                      | —                        | —                        | —                        | 130                      | —                        | —                        | —                        | —                        | —                        |                                                              | Welcome Reality |
| 2014 | «Satisfy»              | 50                       | —                        | 67                       | —                        | —                        | —                        | —                        | —                        | —                        | —                        |                                                              |                 |

### Remixes
2015
- Vanity 6 – Nasty Girl (Nero Rework) [sin lanzar aùn]
- Wendy Carlos – Title Music To A Clockwork Orange (Nero Refix)[sin lanzar aùn]
- David Zowie – House Every Weekend (Nero Remix)
- Nero – Two Minds (Nero '92 Minds Remix)

2012:
- Die Antwoord – Fok Julle Naaiers (Nero Bootleg)
- Michael Jackson – Speed Demon (Nero Remix)
- Syndicate – Syndicate Theme (Nero Remix)
- Nero – Must Be the Feeling (Flux Pavilion & Nero Remix)
- Monsta - Holdin On  (Skrillex & Nero Remix)

2011:
- Calvin Harris – Feel So Close (Nero Remix)
- Nero – Promises (Skrillex & Nero Remix)
- SebastiAn Feat. M.I.A. - C.T.F.O (Nero Remix)
- Nero – Guilt (Nero VIP Mix)
- N.E.R.D – Hypnotize U (Nero Remix)

2010:
- Plan B – The Recluse (Nero Remix)
- Drake – Forever (Nero Remix)
- N.E.R.D feat. Nelly Furtado – Hot-N-Fun (Nero Remix)
- Chase & Status – Let You Go (Nero Remix)
- Calvin Harris – You Used to Hold Me (Nero Remix)
- MJ Cole – Sincere (Nero Remix)

2009:
- Greenlaw ft. DJ SS – After I'm Gone (Nero Remix)
- Dizzee Rascal – Holiday (Nero Remix)
- DJ Fresh Feat. Stamina MC & Koko – Hypercaine (Nero Dubstep Mix)
- The Streets – Blinded By The Lights (Nero Remix)
- The Streets – In The Middle (Nero Remix)
- CTRL-Z & Screwface Present Stereo:Type – Shock! (Nero Mix)
- La Roux – I'm Not Your Toy (Nero Remix)
- deadmau5 feat. Rob Swire – Ghosts 'n' Stuff (Nero Remix)
- Booty Luv – Say It (Nero Remix)
- Rudenko – Everybody (Nero Remix)
- Platnum – Trippin' (Nero Remix)
- Boy Crisis – Dressed To Digress (Nero Remix)
- Bar9 – Shaolin Style (Nero Remix)
- Enter Shikari – Juggernauts (Nero Remix)

2008:
- Justice – DVNO (Nero Drum'n'Bass Remix)
- Klaxons - It's Not Over (Nero Drum'n'Bass Remix)

2007:
- Influx UK – Shine (Nero Remix)

2005:
- DJ SS – Let It Go (Nero Remix)